# FDMA
FDMA (англ. Frequency Division Multiple Access — «множинний доступ з поділом каналів за частотою») — спосіб використання радіочастот, коли в одному частотному діапазоні знаходиться тільки один абонент, різні абоненти використовують різні частоти в межах стільника. Є застосуванням частотного мультиплексування (FDM) у радіозв'язку.
Тому, поки початковий запит не закінчений, канал закритий до інших сеансів зв'язку. Повна дуплексна (Full-Duplex) FDMA передача вимагає двох каналів, один для передачі і інший для отримання. FDMA використовувався у першому поколінні (1G) аналогового зв'язку і цей принцип реалізований в стандартах AMPS, N-AMPS, NMT, ETACS (американський стандарт).
Даний метод розподілу каналів має свої переваги. По-перше, він простий у реалізації. По-друге, він забезпечує високу якість передачі розмовної мови (тембральний окрас, низькі частоти) і хорошу впізнанність голосу співрозмовника — якщо при цьому немає значних перешкод.
У той же час у FDMA є і свої недоліки: шуми на низьких частотах при розмові; мала стійкість до перешкод (через вузьку смугу і чутливість інформаційного каналу). Також при цьому методі ділянки діапазону частот використовуються нераціонально (труднощі з використанням одних і тих же ділянок на одній території).